# Карікіни

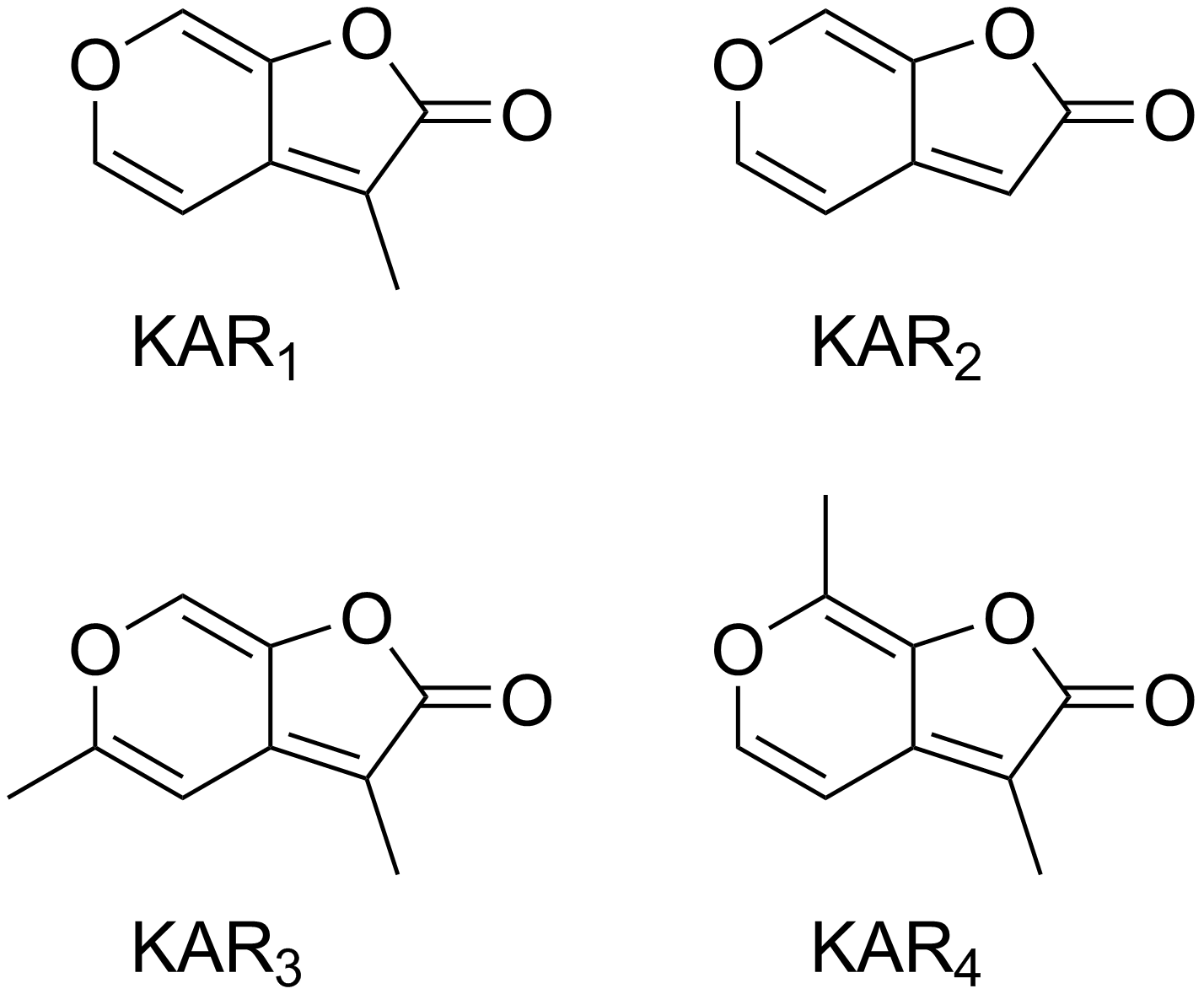
Хімічна будова карікінів

Карікіни - це група регуляторів росту рослин, які утворюються при горінні рослин. Давно відомо, що дим з пожеж стимулює проростання насінин. В 2004 досліджено,  що бутенолід відповідає за ці ефекти. Пізніше, декілька споріднених сполук виявлені в димі, і вони становлять групу карікінів.В димі знайдено 6 карікінів, які назвали KAR1, KAR2, KAR3, KAR4, KAR5 і KAR6, але тільки від першого по четвертий є активними. Бутенолідна частина сполуки це 5-членне лактонове кільце, в той час як інша частина це 6-членне піранове кільце. 

## Утворення
Карікіни утворюються при нагріванні або спалюванні вуглеводів, включаючи цукри та целюлозу. Коли рослина горить, ці вуглеводи перетворюються в карікіни. Клітинні стінки рослин складаються з полісахаридів, целюлози в тому числі, і найкращий спосіб приготувати карікіни - це спалити папір або суху траву. Піранова частина карікінів, швидше за все, утворюється з піранозних цукрів. Немає доказів, що карікіни утворюються в живих рослинах, але доведено, що карікіноподібні молекули утворюються.

## Етимологія
Одним з перших слів Нунгарів, що описує "дим" вивчене біля Перту в 1830рр, є "карік". Саме тому ці сполуки назвали карікіни.

## Відповіді на карікіни
Після пожеж, утворені карікіни можна отримати з попелу на згарищі. Дощі, що проходять після пожежі вимивають карікіни в ґрунт, де знаходиться спляче насіння. Карікіни та вода дають сигнал пробудження такому насінню, забезпечуючи його проростання. Рослини, що з'являються, швидко ростуть, цвітуть та дають насіння, яке падає на землю. Це насіння може залишатись в ґрунті десятиліттями, допоки наступна пожежа не утворить нові карікіни. Рослини, що мають такий цикл розвитку, називаються вогневими ефемерами. Вони прекрасно розвиваються, оскільки вогонь знищує конкуруючі рослини, забезпечує поживні сполуки та світло. Рослини багатьох родин сприймають дим та карікіни, що вказує на те, що відповіді на них утворювались незалежно в різних групах.

## Сприйняття карікінів
Спосіб сприйняття карікінів добре вивчений за допомогою Arabidopsis thaliana. Для сприйняття карікінів Арабідопсисом необхідна альфа/бета гідролаза. що називається KARRIKIN-INSENSITIVE-2 (KAI2). Білок KAI2 містить каталітичну тріаду амінокислот, які є ключовими, і є теорія, що KAI2 гідролізує ліганд. Ця модель базується на сприйнятті хімічно подібних стриголактонових гормонів в ході якої їхній рецептор білок DWARF14, що є альфа/бета гідролазою схожою до KAI2, гідролізує свій субстрат. В той же час, питання чи карікіни діють напряму в рослинах є суперчеливим. Одні дослідження вказують,що карікіни можуть зв'язуватись напряму з KAI2, інші ж не підтверджують це. Можливо, карікіни, що утворилися під час пожеж, перетворюються рослиною на інші сполуки перед взаємодією з KAI2. Різна здатність рослин перетворювати карікіни може пояснити різницю в сприйнятті ними цих сполук.

## Карікіновий сигналінг
Стимулювання карікінами в Арабідопсиса потребує F-box білка, що називається MORE AXILLARY GROWTH-2 (MAX2). Цей білок також задіяний в сприйнятті сигналів стриголактонів в Арабідопсиса. Гомологи MAX2 необхідні для сприйняття сигналу стриголактонів в рису (DWARF3), петуній (DAD2) і гороху (RMS4). Також, карікіни потребують білка SUPPRESSOR OF MORE AXILARY GROWTH2-1 (SMAX1), який є гомологом білка DWARF53, необхідного для сприйняття стриголактонів. SMAX1 i DWARF53 білки, можливо, задіяні в регулюванні таких клітинних функцій як транспорт або транскрипція. Теперішня модель сприйняття карікінів та стриголактонів включає взаємодію KAI2 або DWARF14 з SMAX1 або DWARF53, відповідно перший з першим, другий з другим, що є міткою для убіквітинування і знищення. 

## Вплив карікінів на ріст рослин
Карікіни не лише стимулюють проростання насіння, а також збільшують потужність проростків. В Арабідопсиса карікіни впливають на фотоморфогенез проростків, спричиняючи утворення менших гіпокотилів та більших сім'ядоль.Такі зміни надають перевагу проросткам, коли вони проростають після пожеж. Білок KAI2 також необхідний для розвитку листків, що дає змогу припустити, що карікіни можуть впливати і на інші аспекти росту рослин.

## Еволюція карікінових відповідей
Ген, що кодує KAI2 наявний в нижчих рослин, включаючи водорості та мохи, в той час, коли DWARF14 з'являється лише в насінних рослин, можливо, в результаті дуплікації KAI2 з подальшою частковою зміною функціональної спеціалізації. Карікіновий сигналінг, можливо, виник в насінних рослин в результаті дивергенції функцій KAI2 i DWARF14 протягом Крейдового періоду, коли пожежі були частим явищем на Землі.

## Ендогенний сигнал KAI2
Хоча карікіни утворюються лише при горінні, проте усі насінні рослини мають KAI2 білки, що змушує задуматись над  альтернативною функцією цього білка. Є переконливі докази, що рослини утворюють ендогенну сполуку, яка сприймається KAI2 і контролює проростання насіння та розвиток рослин, проте ця сполука не є ні карікіном, ні стриголактоном. 